# Lode Runner
Lode Runner – komputerowa gra platformowa z 1983 roku wydana przez firmę Brøderbund. W grze zadaniem gracza było zbieranie stosów złota rozmieszczonego na planszy.

## Historia
Na początku lat 80. Douglas Smith napisał program Kong, który stał się podstawą do stworzenia gry Miner na Apple II+. Kiedy w październiku 1982 zgłosił się z nią do firmy Brøderbund, nie spotkał się z aprobatą – gra była zbyt prymitywna. Niezadowolony z takiej odpowiedzi zaczął oszczędzać na kolorowy monitor oraz dżojstik, i nabywszy sprzęt kontynuował udoskonalanie swojego programu. W ten sposób na Boże Narodzenie 1982 gra Lode Runner była gotowa. Zaprezentował ją kilku wydawcom, w tym również Brøderbundowi, od którego tym razem otrzymał zgodę na publikację. Mniej więcej w połowie 1983 roku gra pojawiła się na rynku. Została przekonwertowana na wiele platform, takich jak seria Apple II, 8-bitowe Atari, VIC-20 i C64, później również Nintendo, Windows, ZX Spectrum, a nawet Game Boy.